# Ameryka (singel)
Ameryka – singel grupy Aya RL, wydany w 1996 roku, nakładem wytwórni Mercury Polska.

## Lista utworów
Źródło:.
1. „Ameryka” (edycja radiowa) – 3:42
2. „Ameryka” (dreadman dub) – 4:34
3. „Ameryka” (soundtrack) – 5:02
4. „Ameryka” (j. mix) – 4:35
5. „Jazz” (wersja z 1996) – 4:44

## Skład zespołu
Źródło:.
- Igor Czerniawski – produkcja, wszystkie instrumenty
- Paweł Kukiz – śpiew
- Jarosław Lach – gitara